# Yahoo! Mail
Yahoo! Mail là một dịch vụ Email trên nền web (webmail) của Yahoo!, là nhà cung cấp e-mail lớn nhất trên Internet, hiện đang phục vụ hàng triệu người dùng. Những đối thủ cạnh tranh chính của Yahoo! Mail gồm có Hotmail, Gmail, AIM Mail. Giao diện tiếng Việt của Yahoo! Mail có tên là Yahoo! Thư.
Yahoo! Mail Beta, một phiên bản nâng cấp và rất khác biệt, hiện đang được tập trung phát triển và sẽ thay thế phiên bản hiện tại của Yahoo! Mail khi hoàn thành. Sự phát triển của những gì hiện nay là Yahoo! Mail Beta bắt đầu vào tháng 7 2004, mặc dù có thể đã có những bản prototype được phát triển trước thời gian đó. Hiện nay nó tương thích với Internet Explorer 7 và Camino cũng như Firefox (là một phần trong dự án của Yahoo! nâng cấp tất cả thành phần của họ để tương thích với Firefox.). Mặc dù sử dụng được với Opera, có những vấn đề hình ảnh nhỏ trong cách trình bày.

## Tính năng
Yahoo! Mail có những tính năng sau:
- Phiên bản miễn phí: Dung lượng lưu trữ không giới hạn. Đính kèm 10 MB, cộng thêm tính năng bảo vệ khỏi thư rác và virus. Quảng cáo được hiển thị trên màn hình trong khi làm việc trong tài khoản. Ở một vài nước, người dùng tài khoản miễn phí có thể đọc thư từ máy chủ POP3 (nhưng không nằm ở Hoa Kỳ). Tuy nhiên, nếu họ muốn gửi thư từ một máy chủ SMTP ở xa, họ phải nâng cấp lên tài khoản Plus. Những tài khoản không đăng nhập trong vòng bốn tháng sẽ bị tắt (Tài khoản có thể được lấy lại nhưng tất cả những thông tin cá nhân sẽ bị mất). Mỗi tài khoản Yahoo! miễn phí sẽ bị xóa sau khi tắt bốn tháng. Vào đầu năm 2006, Yahoo! Mail giới thiệu chức năng bí danh vào danh sách các tính năng đã có. Người dùng giờ đã có thể thêm (chỉ) một tên người dùng bí danh chứa một ký tự dấu chấm (".") vào tài khoản đã có.
- Kinh doanh: 2GB, giới hạn 10 tài khoản E-mail. Yahoo! Business E-mail là sự phối hợp tất cả các dịch vụ email với 10 tài khoản khác nhau, mỗi tài khoản có tính năng của "phiên bản cộng" và được cá nhân hóa tên miền và địa chỉ email. Các tài khoản đó sẽ được quản lý bởi một quản trị viên. Phí dịch vụ là $25 đăng ký và $9,99 phí hàng tháng.
- Ngoài ra, người dùng có thể trả $35 một năm để có năm địa chỉ mail tùy chọn và một tên miền.
- Yahoo! Mail gạch dưới những địa chỉ và số điện thoại trong email và cho phép người dùng thêm chúng vào sổ địa chỉ.

Vào tháng 9 năm 2006, Yahoo! Mail được thông báo sẽ trở thành mã nguồn mở

## Chính sách về thư rác
Giống như đa số những nhà cung cấp Webmail miễn phí khác, Yahoo! Mail bị những spammer lợi dụng để tạo các địa chỉ email "không thuê bao nữa". Vẫn có trường hợp những địa chỉ này được dùng để xác định địa chỉ người nhận—do đó mở cửa cho thư rác nhiều hơn. Điều này dẫn đến việc nhiều ISP và người dùng cá nhân phong tỏa những thư từ các tài khoản của Yahoo! Mail.
Tuy nhiên, Yahoo! không cam chịu thực tế này, và đã chặn tất cả những tài khoản có dính líu đến những hành động liên quan đến spam mà không cảnh báo trước.

## Yahoo! Thư
Ngày 24 tháng 5 năm 2005, Yahoo! tuyên bố bản địa hóa thêm bảy ngôn ngữ, và đến ngày 15 tháng 6, Yahoo! đã chính thức phát hành bản giao diện tiếng Việt của Yahoo! Mail với tên gọi Yahoo! Thư. Người đăng ký mới dịch vụ Yahoo! Thư sẽ được cung cấp địa chỉ email có đuôi là @yahoo.com.vn, và những người đang sử dụng tài khoản Yahoo! Mail cũng có thể chuyển giao diện hộp thư sang tiếng Việt.
Tuy gần gũi hơn với người Việt, giao diện của Yahoo! Thư thiếu rất nhiều thư mục và nhiều tính năng có trong Yahoo! Mail như người dùng không thể lướt qua một số tiêu đề tin tức cập nhật của dịch vụ Yahoo! News trực tiếp trong hòm thư, hay thiếu thư mục Bulk chứa thư rác và thư dung lượng lớn.

## Yahoo! Mail Beta
Vào tháng 9 năm 2005 Yahoo! đã bắt tay xây dựng phiên bản trong đó có sự nâng cao rõ rệt các tính năng dịch vụ e-mail của họ, dựa trên kịch bản Ajax lấy từ Oddpost, cùng với những triết lý mới về email, bao gồm triết lý thiết kế Oddpost (mà Google đã tận dụng trong Gmail):
Ethan Diamond, đồng sáng lập Oddpost
Vì Mail Beta dựa trên Oddpost, nó có cùng nền tảng mã nguồn phía dưới, gồm từ hiện thực ý tưởng thiết kế đến tối thiểu hóa lượng dữ liệu được gửi trong một phiên giao dịch (session) email bằng cách tạo một bộ máy giao diện JavaScript ở phía người dùng và gửi những "Gói dữ liệu" thay vì phải tải về lại cả giao diện khi mỗi cú nhấn chuột được thực hiện như dịch vụ webmail truyền thống  (ví dụ như Yahoo! Mail truyền thống). Điều này khiến cho dịch vụ trở nên nhanh hơn trước đây.
Tuy nhiên, không như Oddpost, Yahoo! Mail Beta chỉ chạy trên một vài hệ điều hành và trình duyệt, và chạy hoàn hảo trên Internet Explorer 7 và Firefox. Tuy nhiên nó không làm việc với trình duyệt mặc định của MacOS X, Safari.
Phiên bản mới được thiết kế sao cho người dùng có cảm giác đang sử dụng một chương trình đọc email trên máy tính để bàn, và nó cung cấp không gian lưu trữ vô hạn, email ở dạng thẻ, RSS feeds, kéo-và-thả, phím tắt nâng cao, tìm kiếm nâng cao, tích hợp với Yahoo! Calendar và Yahoo! Messenger, Domain Keys, tự động điền địa chỉ và nhiều thứ khác.
Yahoo Mail Beta cũng có một linh vật gọi là Liam, là một cậu bé, xuất hiện trong thanh "Giúp đỡ" cũng như trong màn hình chờ khi đăng nhập.
Bản phát hành beta rộng rãi đã được giới thiệu vào cuối năm 2006, và vào tháng 9 năm 2006, người dùng nào đăng ký mới tài khoản sẽ có Yahoo! Mail Beta ngay lập tức.
Không rõ khi nào Mail Beta sẽ kết thúc giai đoạn Beta, vì có những tính năng (như Yahoo! Calendar, Notepad etc.) vẫn còn thiếu trong ứng dụng, cũng như những tính năng hoàn toàn là của Mail Beta (như tích hợp Yahoo! Messenger). Mail Beta cũng chỉ mới có chức năng tìm kiếm sơ đẳng, và còn rất xa tính năng của các chương trình webmail khác.
Phản ứng và bình luận của mọi người về sản phẩm mới này đa phần là tích cực, mặc dù một số người dùng đã gặp phải vấn đề về tốc độ, khiến rất khó sử dụng - đặc biệt trên những phần cứng cũ. Mỗi lần cập nhật bản Beta luôn bao gồm những tiến bộ về tốc độ, và nhóm Mail Beta vẫn còn tập trung vào vấn đề tăng tốc độ.
Vào tháng 3 năm 2007, Yahoo! tích hợp bộ phần mềm chat Yahoo! Messenger vào giao diện Yahoo! Mail Beta.